# Oxfordshire
Oxfordshire är ett ceremoniellt och administrativt grevskap (county), beläget i södra England mellan London i sydöst och Birmingham i nordväst. Administrativ huvudort är universitetsstaden Oxford. Befolkningen uppgick till  738 276 personer i mitten av 2022.
Oxfordshires landskap karakteriseras av böljande kullar. Kullarna Chiltern Hills återfinns i östra delen av grevskapet och delas med angränsande Buckinghamshire. I söder utgör floden Themsen gräns mot Berkshire. Themsen leder upp till Oxford och möter här Oxfordshires andra större flod, Cherwell. Runt Oxford kallas dock Themsen enligt urgammal tradition för Isis. Västra delen av grevskapet utgörs av natursköna Cotswolds, som fortsätter vidare in i Gloucestershire.
Några andra städer i grevskapet är Abingdon, Didcot, Wallingford, Henley-on-Thames, Banbury och Bicester.

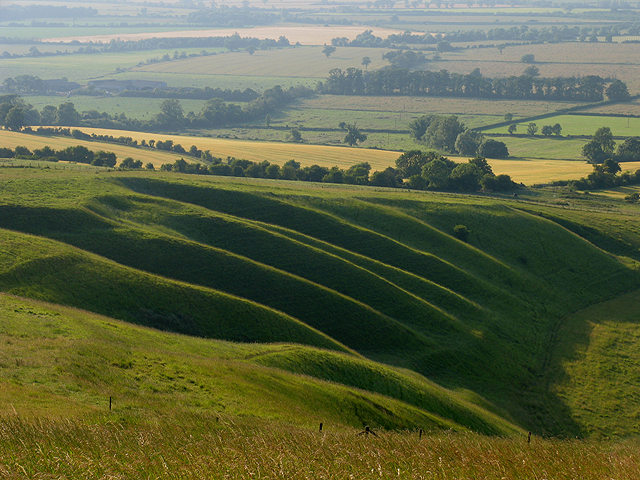
Böljande kullar nära Uffington i sydvästra Oxfordshire.

## Administrativ indelning
Oxfordshire är dels ett ceremoniellt grevskap (ceremonial county), dels ett administrativt grevskap som är en typ av sekundärkommun (non-metropolitan county). Det administrativa grevskapet är indelat i fem distrikt (non-metropolitan districts), som är en typ av primärkommun.
Oxfordshires historia som grevskap går tillbaka till 900-talet. Oxfordshire County Council är idag det lokala politiska organ som administrerar området, vilket med undantag för några gränsförändringar under 1970-talet huvudsakligen överensstämmer med det historiska grevskapet Oxfordshire. 
| Nr | Distrikt            | Distrikten i Oxfordshire |
| -- | ------------------- | ------------------------ |
| 1  | Oxford              |                          |
| 2  | Cherwell            |                          |
| 3  | South Oxfordshire   |                          |
| 4  | Vale of White Horse |                          |
| 5  | West Oxfordshire    |                          |

## Några sevärdheter
- Blenheim Palace, 1700-talsslott (ett av Englands största slott) vid Woodstock nordväst om Oxford.
- Området Cotswolds i väster med lockande natur och vackra byar.
- Oxford med dess universitet.
- Inspelningsplats för flera filmer och tv-serier. Bland annat filmer som Godnatt, mister Tom, Chitty Chitty Bang Bang och tv-serier som Morden i Midsomer och Ett herrans liv.